# Meadow Lake (flygplats)
Meadow Lake är en flygplats i Kanada. Den ligger i den centrala delen av landet, 2 500 km väster om huvudstaden Ottawa. Meadow Lake ligger 480 meter över havet.
Terrängen runt Meadow Lake är mycket platt. Trakten runt Meadow Lake är nära nog obefolkad, med mindre än två invånare per kvadratkilometer.. Närmaste större samhälle är Meadow Lake, 5,8 km öster om Meadow Lake.
Trakten runt Meadow Lake består till största delen av jordbruksmark.